# Verano (zona di Roma)
Verano è la zona urbanistica 3Y del Municipio Roma II di Roma Capitale. Si estende sul quartiere Q. VI Tiburtino.
Prende il nome dal Cimitero del Verano, interamente compreso in essa.

## Geografia fisica

### Territorio
La zona confina:
- a nord con la zona urbanistica 3A Nomentano
- a est con la zona urbanistica 5A Casal Bertone
- a sud con la zona urbanistica 6A Torpignattara (Pigneto)
- a ovest con le zone urbanistiche 3B San Lorenzo e 3X Università

## Infrastrutture e trasporti
Nell'area sud della zona è compresa la stazione di Roma San Lorenzo.